# ألبريكت ملك السويد
ألبريكت من مكلنبورغ (بالألمانية: Albrecht III. von Mecklenburg؛ بالسويدية:Albrekt av Mecklenburg؛ حوالي. 1338 - 1 أبريل 1412)؛ كان ملك السويد ودوق مكلنبورغ-شفيرين، هو ابن الدوق ألبريكت الثاني دوق مكلنبورغ والأميرة السويدية إيوفيميا شقيقة ماغنوس إريكسون ملك السويد سابقه.
أصبح ألبريكت ملكًا للسويد ما بين عامي 1364/63 حتى عام 1389 عندما أُطيح به (تنازل عن العرش رسميًا فقط في عام 1405)؛ كان أيضًا دوق مكلنبورغ بصفته الحاكم المناصف منذ عام 1379 بعد وفاة والده وشقيقه الأكبر، ومنذ عام 1384 أصبح الحاكم الأوحد، عندما تم إطلاق سراحه من أسر الملكة مارغريتا، تمكن شخصيًا من العودة إلى مكلنبورغ وتولي زمام الأمور هُناك، وكما يعتبر عم والدة إريك من بوميرانيا أحد ملوك في ظل اتحاد كالمار.
اعتبر ألبريكت أول من استخدام شعار التاجات الثلاثة كرمز وطني في السويد.

## السويد
في عام 1363 وصل أعضاء المجلس الأرستقراطي السويدي بقيادة بو جونسون غريب إلى بلاط مكلنبورغ، لقد تم نفيهم من السويد بعد ثورة ضد خاله الملك ماغنوس الرابع الذي كان لا يحظى بشعبية لدى النبلاء، بناءً على طلبهم شن ألبريكت غزوًا للسويد بدعم العديد من الدوقات والكونتات الألمان بجوار عدد من المدن الهانزية في شمال ألمانيا، وعلى الفور رحبت المدن ستوكهولم وكالمار به، حيث يوجد عدد كبير من السكان الهانزيين فيها.

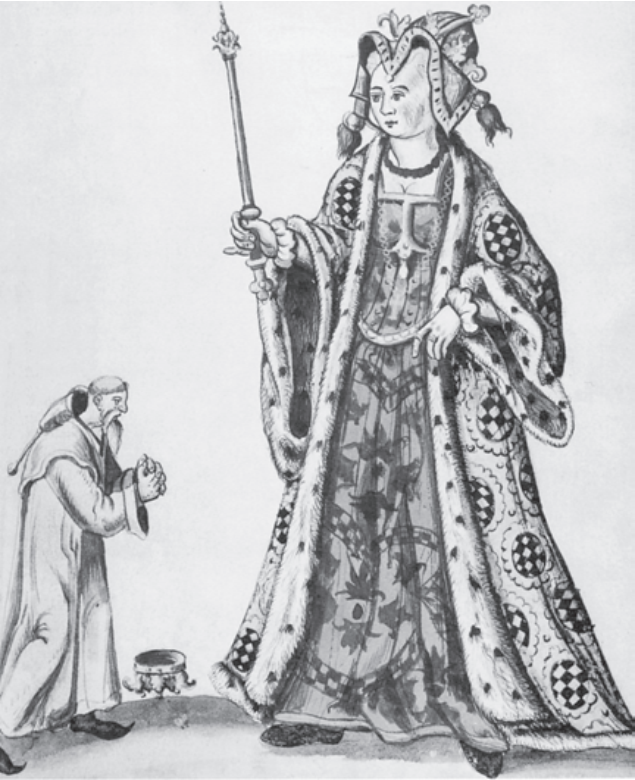
الملك ألبريكت يتوسل إلى الملكة مارغريتا طلباً السماح، كما تم تصويره في 1589.

تم إعلان ألبريكت ملكًا للسويد وتتويجه رسميًا في 18 فبراير 1364، أدى وصوله إلى اندلاع الحرب الأهلية في البلاد لمدة ثمانية سنوات بين أنصاره وأتباع خاله ماغنوس وابنه هوكون السادس ملك النرويج، في عام 1365 بمعركة بالقرب من إنشوبينغ تمكن ألبريكت من الانتصار على قوات خاله الملك ماغنوس الذي كان مدعوماً من قبل ابنه هوكون السادس والذي أسره بعد المعركة، بعد الهزيمة تدخل فالديمار الرابع ملك الدنمارك حمو هوكون بالنيابة عن صهره ووالده، بحيث انضمت إلى قواته العديد من الفلاحين السويد الذين دعموا قضية ماغنوس، بصرف النظر عن المعاقل الألمانية في البلاد مثل ستوكهولم، لم يكن ألبريكت يحظى بشعبية بين الشعب الذين كانوا مستائين من سياساته حول تعيين الألمان كمسؤولين في جميع المقاطعات السويدية، وبمساعدة الحلفاء الدنماركيين والسويديين، تمكن الملك هوكون من هزيمة ألبريكت مؤقتًا وفرض حصار على ستوكهولم في عام 1371، ومع ذلك لم يدم الحصار طويلاً بمساعدة عسكرية من النبلاء السويديين في ستوكهولم، تمكن ألبرت من هزيمة النرويجيين وحلفائهم الدنماركيين، والتوقيع على اتفاقية سلام، بشرط إطلاق سراح الملك المخلوع ماغنوس والسماح له بالسفر بحرية إلى النرويج، وبذلك أصبح ألبريكت ملك السويد بلا منازع، ولكن النبلاء أجبره على إصدار إعلان ملكي على تقديم تنازلات واسعة لهم في مجلس البلاطي، وبذلك اضطر على الخضوع لإرادتهم وتقليص دوره الملكي، على الرغم من محاولاته المتكررة حول فرض نفسه إلا أنها فشلت، ولكن مع وفاة بو جونسون في 1386، أحس النبلاء بالتهديد وطلبوا المساعدة من مارغريتا الأولى ملك الدنمارك الذي اعتبرها ليست نداً له، وفي 24 فبراير 1389 بمعركة بالقرب فالشوبنغ هزم ألبريكت وتم أسره مع ابنه من قبل الدنماركيين الذين أرسلوه إلى ملكتهم التي قامت بإدلائه، وعلى الرغم من ذلك واصل أنصاره الألمان المقاومة في ستوكهولم التي أصبحت المحاصرة وأيضا جهز بعض أنصاره في الخارج شبكات قرصنة ضد الدنماركيين وانقاذ ستوكهولم بالموارد والأطعمة، وأيضا تحريره مع ابنه من الأسر الذي لم يصل إلا في 1395 بشرط أن يدفعوا بعد ثلاث سنوات مبلغًا كبيرًا من المال أو يسلموا أن ستوكهولم إلى مارغريتا، ونتيجة لهذه المعاهدة استولت مارغريتا على ستوكهولم في عام 1398، وبعد سنوات قليلة توقفت ويلات القراصنة الألمان.
قضى الملك ألبريكت ما يزيد قليلاً عن ست سنوات في أسر الملكة مارغريتا، منذ 24 فبراير 1389 حتى 26 سبتمبر 1395، وبمجرد إطلاق سراحه غادر ألبريكت على الفور نحو وطنه في مكلنبورغ، بحيث أصبح خليفة شقيقه الأكبر هاينريش منذ عام 1384، ولكن أتباعه الذين يطلق عليهم اسم الفيتاليون استولوا على جوتلاند وظلوا هناك حتى عام 1398، عندما تم الاستيلاء على الجزيرة من قبل النظام التوتوني . مقابل تعويض مالي، لاحقاً تم حث ألبريكت والنظام التوتوني على التنازل عن الجزيرة، وتسليمها في عام 1408 إلى ملك اتحاد كالمار إريك البوميراني (حفيد شقيقه الأكبر)، توفي ألبريكت عام 1412 ودُفن في كنيسة دير دوبيران في مكلنبورغ.

## الزواج والذرية

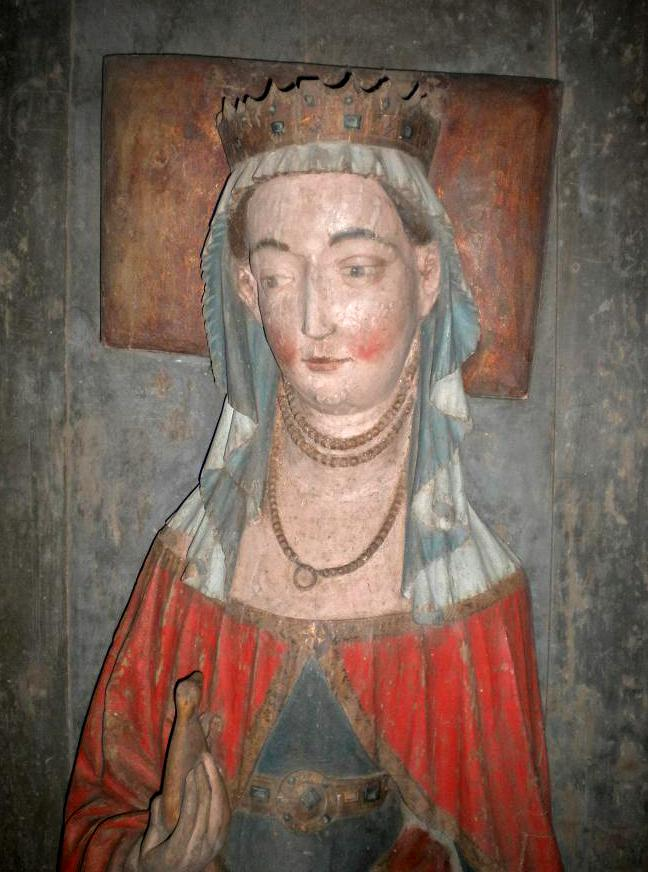
تمثال القبر يعود للملكة ريكاردس بجوار قبر زوجها في كنيسة دير دوبران، على الرغم من عدم دفنها هُناك.

- في عام 1365 تزوج ألبريكت من ريتشارديس من شفيرين[11] (السويدية: Rikardis؛1347 - 23 أبريل أو 11 يوليو 1377) بحيث عُقد زواج في فيسمار في 12 أكتوبر 1352، هي ابنة أوتو الأول كونت شفيرين وماتيلدا فون مكلنبورغ-فيرل، توفيت في ستوكهولم عن عمر يناهز الثلاثين عاماً، وأنجبت له:

1. إريك (توفي. عام 1397)؛ ولي عهد السويد وحاكم جوثلاند.
2. ريتشارديس كاثرين (توفيت. عام 1400)؛ بعام 1388 تزوجت في براغ من يان البوهيمي (1370–1396)؛ مارغريف مورافيا ودوق غورليتس الابن الخامس لإمبراطور كارل الرابع، وهما والدا إليزابيث، دوقة لوكسمبورغ أخر سليل في العائلة.

- في فبراير 1396 بـ شفيرين تزوج ألبرت من أغنيس من براونشفايغ-لونيبورغ (توفيت عام 1430/1434)؛ كان لديهم ابن:

1. ألبرت الخامس من مكلنبورغ (توفي. عام 1423)؛ تزوج من مارغريت من براندنبورغ، ليس لديهم ذرية.